# BV 페인담
BV 페인담(BV Veendam)은 1894년 9월 4일에 창단된 네덜란드 페인담의 축구 클럽으로, 현재 에이르스터 디비시에서 활동하고 있다.

## 역대 감독
| 감독            | 임기        |
| --------------- | ----------- |
| 레오 베인하커르 | 1968 ~ 1972 |